# Существо (Marvel Comics)
Существо (англ. The Thing), настоящее имя Бенджамин Джейкоб «Бен» Гримм (англ. Benjamin Jacob "Ben" Grimm) — вымышленный супергерой, появляющийся в американских комиксах издательства Marvel Comics. Гримм является одним из членов-основателей Фантастической четвёрки. Он был создан сценаристом Стэном Ли и художником Джеком Кирби, дебютировав в The Fantastic Four #1 (Ноябрь, 1961).
Персонаж известен своей уникальной каменной внешностью. Он обладает сверхчеловеческой силой и саркастическим чувством юмора, а его фирменная фраза — «Время крушить!» (англ. It's clobberin' time!). Стиль общения Существа представляет собой вольную интерпретацию манеры речи Джимми Дуранте. Несмотря на свою грубость, голубоглазый Бен Гримм отличается добрым сердцем и безоговорочной преданностью к своему лучшему другу Риду Ричардсу и его жене Сьюзан Шторм, а также является крёстным отцом их сына Франклина. Время от времени Бен конфликтует со своим товарищем по команде Джонни Штормом, однако они остаются добрыми приятелями.
В невыпущенном фильме «Фантастическая четвёрка» Майкл Бэйли Смит сыграл Бена Гримма в его человеческом обличии, в то время как Карл Киарфалио исполнил роль Существа. Персонаж в исполнении Майкла Чиклиса появился в «Фантастической четвёрке» 2005 года и его сиквеле 2007 года, а в картине 2015 года образ Существа воплотил Джейми Белл. В фильме «Фантастическая четвёрка: Первые шаги» (2025), действие которого разворачивается в рамках медиафраншизы «Кинематографическая вселенная Marvel», персонажа сыграл Эбон Мосс-Бакрак.

## История публикаций
Созданный  сценаристом Стэном Ли и художником Джеком Кирби, Существо впервые появился в The Fantastic Four #1 (Ноябрь, 1961). Кирби списал образ Бена Гримма с самого себя.
Помимо комиксов о Фантастической четвёрке, Существо был главным персонажем онгоингов Marvel Two-in-One и Strange Tales (наряду со своим товарищем по команде Человеком-факелом), а также двух собственных сольных серий и многочисленных минисерий и ваншотов.

### Strange Tales
Существо присоединился к своему товарищу по Фантастической четвёрке и частому сопернику Человеку-факелу в Strange Tales #124 (1964). Ранее серия состояла из сольных приключений Человека-факела и периодических появлений Доктора Стрэнджа. Изменение было призвано оживить комикс через всегда юмористическую химию между Факелом и Существом. В #135 (1965) их заменил «современный» Ник Фьюри, агент Щ.И.Т.а, который уже появлялся в Sgt. Fury and his Howling Commandos.

### Marvel Two-in-One(1974–1983)
Появившись в двух выпусках Marvel Feature в 1973 году, Существо регулярно участвовал в событиях Marvel Two-in-One. В каждом выпуске Бен Гримм объединялся с другим персонажем из вселенной Marvel. Серия помогла раскрыть менее известных персонажей из линейки Marvel, бившихся бок о бок с более популярным Существом. В 1992 году Marvel переиздала четыре истории Two-in-On (#50, 51, 77 и 80) в формате минисерии под названием The Adventures of the Thing. Серия закрылась после 100 выпусков и семи ежегодных выпусков, а на смену ей пришёл сольный онгоинг.

### The Thing(1983-1986)
После отмены Marvel Two-in-One Существо обзавёлся собственной сольной серией The Thing, состоявшей из 36 выпусков. Её первоначальным сценаристом был Джоном Бирном, после чего его заменил Майкл Карлин. Также над серией работали такие художники как Рон Уилсон и Пол Нири. В комиксе подробно освещалось трудное детство Бена Гримма на улице Янси, а также его профессиональная карьера в реслинге. В нём также была представлена сюжетная линия в рамках глобального сюжета Secret Wars, в ходе которого Существо решил остаться в Мире битв Потустороннего после того, как обнаружил, что на этой планете он в состоянии принять человеческую форму. Полная треть историй серии разворачивается в Мире битв.

### 2002 — настоящее время
В 2002 году Marvel выпустила The Thing: Freakshow, минисерию из четырёх выпусков, написанную Джеффом Джонсом и проиллюстрированную Скоттом Колинзом. По сюжету, Существо путешествует по Соединенным Штатам на поезде, непреднамеренно натыкаясь на деформированного цыганского мальчика, которого он когда-то высмеивал в подростковом возрасте. В настоящее время этот обладающий суперсилой человек является гвоздём программы труппы путешествующих цирковых уродов. Позже Существо обнаруживает город, полный инопланетных воинов Крии и Скруллов, сражающихся за младенца Наблюдателя.
В 2003 году Marvel выпустила минисерию из четырёх выпусков под названием The Thing: Night Falls on Yancy Street, написанную Эваном Доркином и проиллюстрированную Дином Хаспилом. Том Сперджен охарактеризовал взгляд Существа на отношения «удручающим».
После успеха художественного фильма «Фантастическая четвёрка» 2005 года и событий в серии комиксов, которые привели к тому, что Гримм стал миллионером, Существо снова получил свою собственную серию в 2005 году, The Thing, сценаристом которой выступил Дэн Слотт, а художниками — Андреа Ди Вито и Кироном Дуайером. Она закрылась в 2006 после #8.
Существо был членом Новых Мстителей, первое появление которых состоялось в одноимённой второй серии комиксов в 2010 году. На протяжении всей серии New Avengers за 2010–2013 годы он регулярно участвовал в приключениях команды, вплоть до последнего выпуска #34 (Январь, 2013).

## Биография

### Ранняя жизнь
Бенджамин Джейкоб «Бен» Гримм родился в еврейской семье в городе Нью-Йорк, на улице Янси, расположенной в Нижнем Ист-Сайде. Семья жила бедно, из-за чего Бену пришлось столкнуться с нищетой и трудностями в раннем возрасте, что сделало его уличным хулиганом. Старший брат Бена — Дэниэль, которого тот боготворил, возглавлял преступную группировку. Когда Дэниэль погиб в уличной перестрелке, Бену было всего 8 лет. Предыстория Существа основывалась на реальном опыте художника Джека Кирби, который вырос на жестокой улице Деланси, рано потерял брата, был сыном Бенджамина и сам носил имя Джейкоб при рождении. Впоследствии Бена Гримма воспитывал его дядя Джейк и со своей женой Петуньей. Какое-то время Бен сам возглавил банду, но вскоре понял, что этот путь ведёт его в тупик, и переосмыслил свой образ жизни.
Преуспев в футболе в средней школе, Бен получил стипендию в Университете Эмпайр-стейт, где познакомился со своим будущим лучшим другом в лице гениального подростка Рида Ричардса, а также их архиврагом Виктором фон Думом. Несмотря на то, что Бен и Рид воспитывались совершенно в разных условиях, последний поделился с Гриммом своей мечтой о создании космической ракеты для исследования областей вокруг Марса. Бен в шутку вызвался сопровождать его, когда настанет этот день.
Получив несколько учёных степеней в области инженерии Бен служил в Корпусе морской пехоты США в качестве лётчика-испытателя во времена Второй мировой войны. Его подвиги описывались в Captain Savage and his Leatherneck Raiders #7. Когда Бен служил в армии, Ник Фьюри отправил его, Логана и Кэрол Дэнверс на сверхсекретную миссию во Владивостоке. После этого он стал астронавтом НАСА, приняв участие в попытках добраться до Луны, происходивших за некоторое время до того, как какой-либо космический корабль смог покинуть орбиту Земли.

#### Религия
Поскольку в ранних комиксах запрещалось обозначать религиозную принадлежность персонажей, тот факт, что Гримм был евреем, стал известен лишь спустя четыре года с момента дебюта героя, в сюжете Remembrance of Things Past комикса Fantastic Four vol. 3 #56 (Август 2002). В этой истории Гримм вернулся в свой старый район, чтобы найти мистера Шекерберга, владельца ломбарда, которого он знал в детстве. Воспоминания из этой истории раскрывают еврейское наследие Гримма. Он прочёл Шму, важную еврейскую молитву, над умирающим Шекербергом, который в конечном итоге выздоровел. В более позднем сюжете Гримм согласился отпраздновать свою бар-мицву, проживая «вторую жизнь» в качестве Существа. При этом Гримм организовал турнир по покеру при участии каждого доступного супергероя во вселенной Marvel.
В сюжете Hereafter Part 1: A Glimpse of God Существо был убит энергетическим оружием, которым владел Рид Ричардс, но вернулся к жизни благодаря Богу.
Вне комиксов Джек Кирби изобразил Существо на семейной открытки Хануки 1976 года.

### Существо

Первое появление Фантастической четвёрки на обложке Fantastic Four #1 (Ноябрь, 1961). Художник — Джек Кирби.

Несколько лет спустя, Рид Ричардс, уже ставший успешным учёным, обратился к Бену с предложением. Ричардсу удалось построить персональный космический корабль, в результате чего он напомнил Гримму о его давнем обещании стать пилотом этого корабля. После того, как правительство отказало ему в разрешении управлять космическим кораблем самостоятельно, Ричардс организовал тайный полёт, взяв с собой Бена Гримма в качестве пилота, свою будущую жену Сьюзан Шторм, которая помогла в финансировании, и её младшего брата Джонни Шторма, предоставившего группе доступ к системе запуска. В то время как Бен изначально был против полёта, Сью убедила его пересмотреть своё решение, сыграв на его тёплом отношении к ней. Во время несанкционированной экспедиции в верхние слои атмосферы Земли и поясов Ван Аллена команда попала в эпицентр космической бури и подверглась воздействию облучения, от которого щиты корабля не были защищены. Совершив аварийную посадку, они обнаружили, что приобрели фантастические способности. При этом Бен изменился сильнее других: его кожа превратилась в прочный, напоминающий кирпич материал, постепенно покрыв всё его тело многочисленными каменными пластинами. Рид предложил своим друзьям использовать новообретённые силы на благо человечества, в результате чего они сформировали команду под названием Фантастическая четвёрка, в рядах которой Бен взял прозвище Существо. Первым противником квартета стал Человек-крот.
Оказавшись в своей чудовищной форме, несчастный Гримм, тем не менее, оставался надёжным членом команды. Он сохранил веру в своего друга Рида Ричардса, который поклялся вернуть Бена в его прежнее состояние. Тем не менее, познакомившись со слепой скульпторшей Алисией Мастерс, Гримм в конечном итоге передумал вновь становится человеком. Поскольку Бен считал, что Алисия нравилась форма Существа, его тело оставалось невосприимчивым к метаморфозам во время многочисленных попыток Рида превратить его в человека, из-за боязни потерять Алисию. В течение многих лет Бен Гримм оставался постоянным участником команды. В начале своей супергеройской карьеры он впервые сразился с Халком, что вылилось в их многолетнее соперничество. Также ему удалось вернуться к нормальному состоянию, но затем Бен вновь стал Существом в противостоянии с Доктором Думом.
Гримма дважды на время заменяли в команде. Когда Бен на время потерял свои силы и вновь стал человеком, Рид Ричардс нанял Люка Кейджа, на тот момент действующего под псевдонимом Силач, чтобы тот занял его место до тех пор, пока Ричардс не завершил боевой костюм для Гримма, однако тот, в конце концов, вернулся к форме Существа.
Годы спустя, после событий Secret Wars Гримм решил остаться в Мире Битв, поскольку там он мог менять формы тела по своему усмотрению. Он попросил Женщину-Халка заменить его. Мистер Фантастик оставил ему устройство, при помощи которого Бен мог вернуться на Землю. Он продолжал жить в Мире Битв до тех пор, пока не решил вернуться домой после победы над Альтроном и уничтожения его ярко выраженной тёмной стороны Колдуна Гримма. С уходом Бена планета распалась, поскольку у неё больше не было причин существовать.

Вторичная мутация Существа на обложке Fantastic Four #310 (Январь 1988). Художник — Кит Поллард.

Вернувшись на Землю, он узнал, что Алисия начала встречаться с его товарищем по команде Джонни Штормом во время его отсутствия. В конечном итоге выяснилось, что эта Алисия на самом деле была замаскированным Скруллом Лайджей. Разгневанный Гримм некоторое время сопровождал Мстителей Западного побережья и фактически присоединился к команде. В конце концов, он вернулся в свою суррогатную семью в качестве лидера Фантастической четвёрки, когда Мистер Фантастик и Женщина-невидимка на время покинули группу, чтобы воспитать своего сына Франклина. На их место Бен пригласил Кристалл и Шэрон Вентуру. Вскоре после того, как Шэрон и Бен подверглись космическому облучению, Шэрон стала Женщиной-Существом, очень похожей на Бена из первых комиксов с его участием, в то время как Бен из-за вторичной мутации обрёл новую, более каменную и более мощную форму.
Вслед за последовавшей мутацией в более чудовищную каменную форму Бен ненадолго вернулся в первоначальное состояние и вернул лидерство над Фантастической четвёркой Риду Ричардсу. Гримм снова вернулся к своей традиционной оранжевой каменной форме благодаря любви к Мисс Марвел. С тех пор он оставался постоянным членом Фантастической четвёрки.

### В 21 веке
В комиксах Fantastic Four, публиковавшихся в 2005 году, Бен узнал, что в его распоряжении была большая сумма денег, составляющих его долю в Фантастической четвёрке, к которой Рид Ричардс не имел никакого отношения, поскольку он владел долями других участников группы, что были членами его семьи, с целью погашения финансовых долгов команды.
С помощью своего состояния Существо построил общественный центр на улице Янси, назвав его «Молодежный центр Гримма». Посчитав, что Бен назвал центр в честь себя самого, банда с улицы Янси планировала изуродовать здание своими граффити, однако, обнаружив, что центр на самом деле получил своё название в честь Дэниела Гримма, покойного старшего брата Бена и бывшего лидера банды, хулиганы отказались от своей затеи. С этого момента отношения между Гриммом и членами банды наладились.
Некоторые черты личности сварливого, иногда курящего сигары, еврейского уроженца Нижнего Ист-Сайда, были свойственны одному из создателей персонажа, Джеку Кирби, который задумывал Существо как собственное альтер эго.

### Гражданская война и Инициатива
В сюжетной линии Civil War 2006 года Бен неохотно стал сторонником «Закона о регистрации сверхлюдей», однако, став свидетелем инцидента на улице Янси, в котором союзники Капитана Америки пытались спасти своих пленённых товарищей, удерживаемыми силами Железного человека, усомнился в своём выборе. Враги Фантастической четвёрки в лице Безумного мыслителя и Кукловода попытались обострить ситуацию, заложив бомбу при помощи члена банды с улицы Янси. После смерти юноши Бен осудил обе стороны конфликта, обвинив в пренебрежении жизнями мирных жителей. Несмотря на то, что он счёл регистрацию неправильной, Существо также отказался бороться с правительством, из-за чего принял решение покинуть страну в пользу Франции. Находясь во Франции, он познакомился с местными героями.
Тем не менее, Бен в конечном итоге вернулся в Нью-Йорк во время разгоревшейся войны. Оставаясь нейтральным в отношении обеих сторон, он сосредоточился на защите гражданского населения.
В Fantastic Four #543 (Март 2007) Бен отпраздновал 11-ю годовщину Фантастической четвёрки вместе с Человеком-факелом, а также с опоздавшими Ридом и Сью. Последствия Гражданской войны не обошли членов команды, отчего будущее Фантастической четвёрки и даже брак мистера и миссис Ричардс были под угрозой. В конце концов, Рид и Сью приняли решение покинуть команду и подыскали себе замену в лице Чёрной пантеры и Шторм из Людей Икс.
Бен Гримм выступил одним из знаменосцев траурного митинга по Капитану Америке наряду с Тони Старком, Мисс Марвел, Риком Джонс, Т'Чаллой и Сэмом Уилсоном.
Бену был идентифицирован как 53 из 142 зарегистрированных супергероев, которые появились на обложке комикса Avengers: The Initiative #1.

### Мировая война Халка
Бен вновь сразился с Халком во время сюжетной линии World War Hulk 2007 года, чтобы выиграть время для Рида Ричардса, который конструировал устройство для нейтрализации зелёного монстра. Одержимый жаждой мести, Халк, в конечном итоге, нокаутировал Существо. Впоследствии Гримм попал в плен на Мэдисон-сквер-гарден, который Халк превратил в гладиаторскую арену.
Обретя свободу, Бен, Человек-паук и Люк Кейдж атаковали сторонников Халка. Существо сражался с Коргом, однако их битва быстро подошла к концу, когда Хироим восстановил нанесённый острову Манхэттен ущерб, черпая энергию из Бена и Корга.

### Секретное вторжение
В мини-серии Secret Invasion: Fantastic Four Скрулл Лайджа, выдававшая себя за Сью, отправила Здание Бакстера вместе с Беном, Джонни, Франклином и Валерией в Негативную зону. Вскоре после этого Бен бросился на защиту Франклина и Валерии от надвигающегося натиска гигантских насекомых. С помощью Тинкерера, которого Бен освободил из тюрьмы Негативной зоны, все они, за исключением оставшейся позади Лайджи, смогли вернуться на Землю-616 сразу после окончания вторжения.

### Эпоха героев
После осады Асгарда, Люк Кейдж попросил Бена присоединиться к его команде Мстителей. В то время как Существо заявил, что никогда не покинет Фантастическую четвёрку, Кейдж заявил, что предложил Гримму совмещать членство как в его первоначальной команде, так в новой, как этот делал Росомаха будучи в составе Мстителей и Людей Икс.

### Страх во плоти
Во время сюжетной линии Fear Itself 2011 года, Бен поднял один из семи упавших молотов Змея и стал Ангриром, Сокрушителем Душ. В этой форме он уничтожил улицу Янси и Башню Мстителей, а также сражался с Человеком-пауком, Мистером Фантастиком и Невидимой леди, прежде чем противостоять Тору, который серьёзно ранил его. Затем Франклин использовал свои силы, чтобы привести Бена в чувство, благодаря чему тот освободился из-под влияния Змея.

### Первородный грех
В сюжетной линии Original Sin 2014 года Существо, узнав из глаз убитого Уату, что Джонни Шторм непреднамеренно саботировал эксперимент, который мог бы позволить Гримму снова стать человеком, по всей видимости, убил Кукловода. Преступление было совершено в изолированной комнате, в которую Рид Ричардс едва смог проникнуть, в то время как Алисия была единственным свидетелем. Несмотря на свою невиновность, депрессия Бена из-за недавних событий вынудила его сдаться и попасть в заключение. По приказу нынешнего «босса» тюрьмы, Шэрон Вентуры, также известной как Женщина-Существо, он был атакован другими сверхсильными заключёнными. В конечном итоге, Бен заключает союз с Песочным человеком и смог сбежать из тюрьмы благодаря содействию Женщины-Халка и Человека-муравья, что позволило ему вернуться к Сью и Джонни, вместе с которым он взялся за расследование исчезновения Рида, Также Гримм узнал, что мёртвый Кукловод появился из альтернативной вселенной, созданной Франклином.

### Последствия Секретных войн
После распада Фантастической четвёрки по окончании сюжетной линии Secret Wars, Существо присоединился к Стражам Галактики, а Человек-факел стал посредником между жителями Нью-Йорка и Нелюдей, а также вступил в ряды Объединённого отряда Мстителей Стива Роджерса.
Во время сюжетной линии "Secret Empire 2017 года, Существо стал членом Подполья, представляющего собой движением сопротивления против ГИДРЫ, захватившей Соединенные Штаты. Тем не менее, организация была остановлена вернувшимся настоящим Капитаном Америкой, одолевших своего злого двойника.

### Возвращение Фантастической четвёрки
Чтобы помочь Существу оправиться после исчезновения Мистера Фантастика, Женщины-невидимки и их детей, Человек-факел отправился вместе с ним в путешествие по Мультивселенной на поиски членов их семьи.Потерпев неудачу в поисках, они вернулись на Землю. В дальнейшем Человек-факел и Существо воссоединились с Ридом, Сью, Франклином и Валерией во время совместной битвы всех супергероев, которые когда-то состояли в Фантастической четвёрке против Плакальщицы над концом всего сущего. Фантастическая четвёрка одержала победу и вернулась на Землю, где появилась новая команда под названием Фантастикс, во главе с Мисс Америкой, взявшей имя Мисс Фантастикс. Фантастическая четвёрка одобрила деятельность Фантастикс и даже передала команде Здание Бакстера, в то время как сама перенесла штаб на улицу Янси.

## Личная жизнь
Существо, по большей части, пользуется уважением среди других героев Вселенной Marvel. Несмотря на то, что он близок со своими товарищами по команде, которых рассматривает как свою собственную семью, вспыльчивость Гримма нередко создаёт проблемы. Он часто ссорится с Джонни Штормом, однако они по большей части подшучивают друг над другом.
Первой возлюбленной Гримма была слепая скульпторша Алисия Мастерс, которую ему неоднократно приходилось защищать. Когда Джонни начал свои отношения с Алисией Мастерс, и они обручились, Гримм тяжело перенёс это известие. Тем не менее, он в конечном итоге признал, что у Джонни не было проблем с каменной кожей, отчего он был более подходящей парой для девушки. Гримм даже согласился быть шафером на их свадьбе. Отношения между Алисией и Джонни завершились после того как было выявлено, что за Алисию выдавала себя представительница инопланетной расы Скруллов, которая была в состоянии изменять внешний вид своего тела. Настоящая Алисия, которая пребывала в анабиозе, была спасена Фантастической четвёркой и воссоединилась с Существом. В конечном итоге Бен и Алисия поженились.
Бен встречался с учительницей по имени Дебби Грин. В какой-то момент он сделал Дебби предложение и та согласилась. Тем не менее, Гримм бросил её у алтаря, осознав угрожающую опасность для жён супергероев.
Гримм - лучший друг Рида Ричардса, которого он называет «Резинкой» из-за естественного роста Ричардса и его способности растягивать тело. Тем не менее, Гримм также возложил на Рида ответственность за своё состояние, так как Ричардс отверг потенциальную опасность космических лучей, которые дали им свои силы, хотя Гримм отнёсся к ним очень серьёзно. В моменты реального разочарования Гримм называет его просто Ричардсом.
Гримм - крёстный отец сына Рида и Сью Франклина, который ласково называет его «Дядя Бен».

## Силы и способности
В результате воздействия космических лучей, Существо приобрёл огромную физическую силу. С годами, в результате дальнейших мутаций и тяжёлых тренировках на устройствах, разработанных Ридом Ричардсом, его сила многократно возросла.
Бен Гримм выдерживает удары большой силы, не получая никакого урона, поскольку его тело покрыто оранжевой, упругой, напоминающей камень поверхностью. Также Существо способен выдержать обстрел из крупнокалиберного оружия, а также пережить попадание бронебойных снарядов. Тем не менее, если кому-то удаётся пробить его кожу, он начинает истекать кровью. Однажды Росомаха оставил шрамы на лице Гримма при помощи когтей из адамантия.
Высокоразвитая мускулатура Существа вырабатывает меньше токсинов усталости во время физической активности, из-за чего его выносливость находится на сверхчеловеческом уровне. В форме Существа, у него всего лишь четыре пальца на каждой руке и четыре пальца на каждой ноге. Потеря одного пальца на каждой руке и ноге, за исключением увеличения объёма остальных, не влияет на его ловкость рук. Тем не менее, было показано, что для набора цифр на телефоне и клавиш на клавиатуре ему приходится использовать карандаш, поскольку человеческие приборы слишком малы для него.
Помимо физических характеристик, Существо обладает более развитыми чувствами восприятия, которые в состоянии выдерживать более высокие уровни сенсорной стимуляции, чем чувства обычного человека, за исключением осязания. Его лёгкие обладают большей производительностью и объёмом, чем у простых людей. В результате Существо способен задерживать дыхание на гораздо более длительные периоды времени. Несмотря на свои габариты, Бен не утратил подвижность и гибкость, которыми обладал будучи человеком, напротив благодаря возросшим физическим параметрам он может демонстрировать феноменальную ловкость и реакцию, так он однажды смог схватить бегущего на полной скорости Ртуть.
Бен Гримм — высококвалифицированный пилот, отслуживший в качестве лётчика-испытателя в Корпусе морской пехоты США. Ко всему прочему, он является опытным бойцом на ближних дистанциях. Его боевой стиль включает в себя: элементы бокса, борьбы, дзюдо, джиу-джитсу и уличных боёв, а также рукопашного боя военных.
Временами, когда Бен Гримм возвращался в нормальное состояние и терял способности Существа, он использовал костюм силовой боевой брони, разработанный Ридом Ричардсом, который имитировал силу и прочность его мутировавшего тела, хотя и в меньшей степени. В этом костюме Бен продолжал участвовать в приключениях Фантастической четвёрки. Первый экзоскелет Существа был уничтожен после того, как Галактус восстановил способности Существа. Второй костюм время от времени использовался, когда Бен снова вернулся в свою человеческую форму.
Рид потерпел множество неудачных попыток вернуть Бена в прежнее состояние. Когда Дум отменил аналогичную трансформацию Шэрон Вентуры, он воспользовался как наукой, так и магией. В форме Существа Бен практически бессмертен, так как стареет только при превращении в человека. После того, как Франклин и Валерия разработали формулу, которая позволила Бену становиться человеком на одну неделю в году, Рид и Натаниэль отправились в будущее более чем на 3000 лет, обнаружив, что Бен по-прежнему жив.

## Альтернативные версии

### 1602
В Marvel 1602 от сценариста Нила Геймана Бенджамин Гримм был капитаном корабля «Фантастик», на борту которого приобрёл суперспособности, попав в аномалию. Его сила была тесно связана со стихией земли.
В сиквеле под названием 1602: Fantastick Four Бенджамин нашёл работу в качестве артиста в труппе Уильяма Шекспира, на которой он смог скрывать свою чудовищную форму за ложными усами в роли Фальстафа. Тем не менее, он был вынужден раскрыть себя, когда солдаты-стервятники Отто фон Дума похитили Шекспира.

### Age of Apocalypse
В реальности, представленной в комиксе Age of Apocalypse Бен Гримм так и не стал Существом, вместо этого присоединившись к Высшему совету человечества, члены которого противостояли силам Апокалипсиса вместе с Клинтом Бартоном, Дональдом Блейком, Кэрол Дэнверс, Гвен Стейси, Тони Старком, Сьюзан Шторм и Виктором фон Думом. Вместо него монстром стал Брюс Бэннер, превратившись в напоминающее серого Халка Существо.

### Age of Ultron
В реальности Age of Ultron Существо, Человек-факел и Мистер Фантастик, по всей видимости, были убиты беспилотниками Альтрона.

### Земля-А
В этой вселенной Бен и Рид оказались единственными испытателями экспериментального космического аппарата, которые подверглись воздействию космического облучения. Бен получил прозвище «Мистер Фантастика» и приобрёл силы растяжения и воспламенения.

### Земля-818
На Земле-818, которая была завоёвана членом Повелителей Зла мультивселенной Чёрным Черепом, версия Бена Гримма под названием Бесконечное Существо состояла в сопротивлении, возглавляемом Человеком-муравьём (версия Тони Старка). В прошлом он был космонавтом, который вернулся из космоса с каменным телом. После поражения Чёрного Черепа Человек-муравей присоединился к Робби Рейесу и его спутнику Детлоку с целью освобождения Земли от Повелителей Зла мультивселенной, покинув Бесконечное Существо и Чудо-человека, чтобы восстановить Землю-818.

### Fantastic Four: The End
В этой состоящей из шести выпусков мини-серии вся Солнечная система была колонизирована человечеством, а человечество пережило Золотой век из-за использования технологий, разработанных Ридом Ричардсом в попытке создать утопию. Существо женился на Алисии Мастерс, которая родила ему троих сверхмощных детей и поселился вместе с ними и Нелюдьми на Марсе. Он получил возможность менять форму тела по своему усмотрению.

### Heroes Reborn
В этой альтернативной вселенной Бен и Джонни разделяли более агрессивное соперничество, зная друг друга ещё до изменившего их жизни космического полёта.

### House of M
В ограниченной серии House of M Бен пилотировал космический корабль Рида Ричардса, на борту которого также находились Сьюзан Шторм и Джон Джеймсон. Как и другие, Гримм подвергся мутации, однако остался единственным выжившим членом экипажа после взрыва ракеты. Бен превратился в каменное существо со сверхчеловеческой силой, в то время как уровень его интеллекта понизился. Доктор Дум дал ему убежище и придумал для Гримма прозвище Это. Бен стал одним из членов Ужасающей четвёрки, где с ним обращались как с животным.

### Земля Икс
В этой реальности Существо как и все герои, немного старше. Он женат на Алисии и у них двое детей, которые похожи на него, их назвали Базз и Чак.

### Marvel Mangaverse
В комиксах Marvel Mangaverse Бенджамин (произносится как «Бен-я-мин») Гримм является членом местной версии Фантастической четвёрки.

### MC2
В альтернативном будущем, представленном в импринте MC2, Бен по-прежнему состоит в рядах Фантастической четвёрки, ставшей Фантастической пятёркой. Он состоит в разводе с Шэрон Вентурой, которая родила ему детей-близнецов Джейкоба и Элис. Существо появляется рядом с Фантастической пятёркой всякий раз, когда те фигурируют в серии Spider-Girl  и связанной с ней мини-серии.

### New Amsterdam
В Marvel Two-in-One #50 (Апрель 1979) Рид сообщил Бену, что разработанное для него лекарство не сработает. Бен отправился в прошлое, чтобы дать себе лекарство на более ранней стадии мутации. Тем не менее, это не изменило положение Существа в настоящим. Рид сказал Гримму, что тому удалось лишь создать альтернативную вселенную. В Marvel Two-in-One #100 (Июнь 1983) Рид просмотрел записи этой поездки и выяснил, что Бен всё-таки не создал эту реальность, основываясь на газете, в которой город был переименован из Нью-ЙОрка в Новый Амстердам. Существо вернулся в этот мир, увидев Бена Гримма в качестве бармена и лидера оставшихся людей в постапокалиптическом городе.

### Ruins
В мини-серии Уоррена Эллиса Ruins 1995 года Бен отказался отправиться с Ридом в космическую экспедицию, назвав корабль недоработанным. В качестве пилота Гримма заменил Виктор фон Дум. Это привело к ужасной мутации и последующей смерти всех людей на борту. Хотя Бен не стал Существом, он остался жить с чувством вины, считая, что мог бы предотвратить трагедию.

### Spider-Gwen
В реальности, где Гвен Стейси стала Женщиной-пауком, Бен Гримм, который не превратился в Существо, работал в полиции Нью-Йорка. Из всех членов Фантастической четвёрки в этой реальности Бен - единственный взрослый, так как Джонни и Сью - подростки, а Рид - юный вундеркинд.

### Ultimate Marvel

Ultimate Существо на обложке Ultimate Fantastic Four #4 (Май 2004). Художник — Адам Куберт.

Во вселенной Ultimate Marvel Бен был другом детства Рида Ричардса, которого защищал от нападков хулиганов, а Рид, в свою очередь, помогал Бену с домашним заданием. Годы спустя, Ричардс пригласил Гримма посмотреть на его эксперимент по перемещению в другое измерение, известное как N-зона. Тем не менее, из-за ошибки в расчётах Виктора Ван Дамма, он попал в N-зону, по возвращении из которой получил огромную физическую силу и каменную кожу. В дальнейшем Бен, Рид, а также брат и сестра Джонни и Сьюзан Шторм сформировали супергеройскую команду, известную как Фантастическая четвёрка.
В одной из сюжетных линий команда отправилась в прошлое, чтобы предотвратить провал эксперимента Рида. Это привело к сотрудничеству со Скруллами, которые предоставили населению Земли суперспособности. В то время как другие члены Фантастической четвёрки получили те же силы, что и в большинстве других версий, Бен отказался от дара инопланетян и остался обычным человеком. Когда Скруллы предали человечество, а все сверхлюди погибли, Бен столкнулся с лидером пришельцев и вновь вернулся в прошлое, чтобы «исправить» командную ошибку, пожертвовав своей жизнью.
Во время событий комикса-кроссовера Ultimatum Бен спас жизнь умирающей Сью, а затем вместе с ней освободил Джонни из плена Дормамму. Придя к выводу, что ответственность за катастрофу лежит на плечах Доктора Дума, Бен отправился в Латверию и раздавил его голову. Как выяснилось позже под маской Дума на тот момент находилась Мэри Шторм, мать Сью и Джонни. Одной из жертв волны оказался доктор Франклин Шторм, со смертью которого Фантастическая четвёрка распалась и Бен устроился работать на Щ.И.Т. в качестве пилота.
В дальнейшем, после мнимой смерти Рида, Бен признался Сьюзан, что всегда испытывал к ней романтические чувства. Позже Бен пережил вторую трансформацию, поскольку, как оказалось, каменная броня была лишь коконом. В этой новой форме он по-прежнему выглядел как человек, однако его кожа излучала фиолетовое сияние. Помимо сохранившейся физической силы, он научился проходить сквозь силовые поля Сью. В это же время Нью-Йорк подвергся нападению инопланетян, за которым стоял обезумевший Рид Ричардс. После победы над ним, Бен и Сью обзавелись отношениями. Впоследствии она родила ему дочь.

### Counter Earth
На Анти-Земле аналоги Фантастической четвёрки захватывают экспериментальный космический корабль, чтобы стать первыми людьми, полетевшими в космос. Человек-Зверь сводит на нет эффекты космического излучения для каждого из них, за исключением Рида Ричардса, для которого последствия облучения наступают лишь 10 лет спустя. Было показано, что аналог Бена Гримма не подвергся космическому излучению и в настоящее время помогает Ричардсу, собирая данные, хранящиеся у Высшего Эволюционера.

### What If?
В What if Doctor Doom had Become the Thing?, Дум вновь прислушивается к Риду перед проведением опасного эксперимента, однако, притворяясь другом Ричардса, Виктор в тайне использует его. Во время строительства ракеты Рида Дум замечает дефект в защитном барьере, но решает никому не говорить об этом, вместо этого создавая броню для собственной безопасности. Тем не менее, броня Виктора напротив поглощает и усиливает воздействие космических лучей, превращая Дума в Существо. Он пытается убить Рида, обвинив его в своём текущем состоянии. В это время Бен Гримм (который так и не стал пилотом-испытателем Рида и вступил в армию, чтобы помочь в проекте «Гамма-бомба», не позволяя Рику Джонсу войти на испытательный полигон) оказывается неподалёку от гамма-бомбы. Последующее радиационное облучение превращает Бена в похожее на Халка существо, которое, называя себя «Гримм», пересиливает Дума, вынуждая того бежать.
В What If? vol. 1, #11 (Май 1978) была показана альтернативная вселенная, где сотрудники Marvel Comics 1960-х годов подверглись космическому облучению. Джек Кирби приобрёл способности Существа. Вместе со Стэном Ли, Солом Бродски и Флориной Стейнберг он продолжил работать в редакции, став тайным участником Фантастической четвёрки. При этом Кирби имел возможность обратно превращаться в человека.
What If? vol. 2 #11 продемонстрировала несколько возможных реальностей, в каждой из которых члены Фантастической четвёрки получили одни и те же способности:
- Огненные силы: в этой реальности квартет получил силы Человека-факела. Они решали использовать свои способности на благо человечества и сформировали Фантастическую четвёрку. Они сражались с такими злодеями как Человек-крот и инопланетная раса Скруллов. Во время противостояния с мистическим Чудотворцем, герои случайно подожгли дом, что привело к смерти молодой Анжелики Парсонс. Чувствуя ответственность за смерть Парсонс, команда распустилась, а Рид посвятил свою жизнь науке.
- Эластичные силы: в этой реальности Рид, Сью, Джонни и Бен получили эластичные способности. Решив стать супергероями, Рид и Сью постепенно влюбились друг в друга и покинули команду, чтобы посвятить жизнь семье. Рид продолжил заниматься наукой, в то время как Джонни стал всемирно известным Мистером Фантастиком.
- Чудовищные формы: космические лучи превратили квартет в монстров. Тело Рида покрылось фиолетовой кожей, что сделало его похожим на Брута. Люди стали бояться героев и Рид убедил друзей покинуть цивилизацию и жить на острове монстров.
- Невидимые силы: в финале этой истории, Бен Гримм, Рид Ричардс, Джонни Шторм и Сьюзан Шторм получили часть способностей классической Невидимой леди. Рид обрёл способность проецировать невидимость на другие объекты. Рид и трое его друзей поступили на службу в новое подразделение ЦРУ под кодовым названием Щ. И. Т., полковника Ника Фьюри, где Рид был назначен начальником лаборатории. История пересказывает первое столкновение команды с Доктором Думом в этих условиях.

### Marvel Zombies
В этой реальности безумный Рид Ричардс заразил своих товарищей по команде зомби вирусом. Затем Джонни, Сью и Бен передали этот вирус самому Риду. После этого зомби-Фантастическая четвёрка отправилась поедать живых людей и инфицировать супергероев и суперзлодеев. Когда Ultimate-версия Рида Ричардса попадает в их мир, они телепортируются в Ultimate-вселенную, чтобы погубить и этот мир, однако терпят поражение и оказываются заперты в тюремной камере. Благодаря уловке зомби-Мистера Фантастика, им удаётся выбраться, после чего они атакуют здание Бакстера. Зомби-Человека-факела и других членов зомби-Фантастической четвёрки побеждает Рид Ричардс в теле Доктора Дума, после чего их остатки были выброшены в зомби-вселенную.

## Вне комиксов

### Телевидение
- В мультсериале «Фантастическая четвёрка» 1967 года его озвучил Пол Фрис[99].
- Тед Кэссиди озвучил Бена Гримма в мультсериале «Фантастическая четвёрка» 1978 года[99].
- Несмотря на неразрывную связь с Фантастической четвёркой, Существо появляется в мультсериале «Фред и Барни встречают Существо» 1979 года, представляющем собой кроссовер с «Флинтстоунами». Гримма озвучил Уэйн Мортон, а Существо  — Джо Бейкер[99]. В мультсериале он представлен как тощий подросток «Бенджи» Гримм, который в состоянии превращаться в огромного каменного монстра при помощи «колец Существа», по одному на каждой руке, сведя кулаки вместе, чтобы соединить кольца с боевым криком: «Кольца Существа, делайте своё дело!».
- Бен Гримм появился в мультсериале «Фантастическая четвёрка» 1994 года, где его озвучил Чак Маккан[99].
- Существо вместе с другими членами Фантастической четвёрки появляется в 5 сезоне в мультсериала «Человек-Паук» 1994 года, где его озвучил Патрик Пинни. Он участвует в сюжетной линии «Секретные войны», где играет ключевую роль в финальном конфликте с Доктором Думом. Последний захватывает Существо в Новой Латверии и возвращает ему человеческий облик, предоставляя ему специальное устройство на запястье, которое позволяет ему менять форму по желанию. Доктор Дум использует полученную от Бена информацию, чтобы украсть силу Потустороннего, однако терпит поражение, будучи жертвой собственных амбиций и высокомерия. После того, как Человека-паука и его союзников объявляют победителями, Существо, прежде чем вернуться на Землю отмечает, что он потерял способность возвращать облик Бена Гримма[99].
- Маккани вновь озвучил Существо в эпизоде «Фантастическая стойкость» мультсериала «Невероятный Халк» 1996 года[99], где Бен Гримм вместе с Халком сражался с армией Лидера. Женщина-Халк пыталась флиртовать с ним, однако Бен решил восстановить свои отношения с Алисией Мастерс.
- Бен Гримм и другие члены Фантастической четвёрки должны были появиться во 2, так и не вышедшем сезоне мультсериала «Серебряный Сёрфер» 1998 года[100].
- Брайан Добсон озвучил Существо в мультсериале «Фантастическая четвёрка: Величайшие герои мира» 2006 года[99]. В этой версии, на его груди выведен баллончиком символ Фантастической четвёрки.
- Существо появляется в мультсериале «Супергеройский отряд», озвученный Дэйвом Боутом[99]. Он появляется в эпизодической роли с другими членами Фантастической четвёрки в пилотном эпизоде шоу и играет гораздо большую роль во 2 эпизоде, где помогает спасти Серебряного Сёрфера.
- В мультсериале «Мстители. Величайшие герои Земли» 2010 года Существо дебютировал в эпизоде «Укравший завтрашний день». В серии «Ларец Древнейших зим» Бен Гримм, озвученный Фредом Таташором[99], вместе с Человеком-факелом помогает Мстителям в сражении с ледяными монстрами после того, как Малекит Проклятый открыл Ларец Древнейших зим. Существо возвращается вместе с остальной частью Фантастической четвёрки в эпизоде «Личная война Доктора Дума», где Было показано соперничество Гримма с Халком. Существо присоединяется к Новым Мстителям в одноимённом эпизоде после того, как оригинальные Мстители оказались в ловушке Канга Завоевателя. Существо и Фантастическая четвёрка помогают Мстителям в битве с Галактусом и его герольдами в финале 2 сезона «Всем общий сбор».
- Существо, вновь озвученный Боутом[99], появляется в эпизоде «Невероятный Паук-Халк» мультсериала «Великий Человек-паук» 2012 года. Когда суперзлодей Месмеро поменял местами сознания Человека-паука и Халка, Ник Фьюри поручает Существу остановить Халка. Человек-паук, сознание которого содержится в теле Халка, в конечном итоге разъясняет Гримму ситуацию, после чего они ловят Месмеро и заставляют поменять сознания Человека-паука и Халка обратно.
- Боут вновь озвучил Существо в мультсериале «Халк и агенты У.Д.А.Р.» 2013 года[99], который впервые появляется в эпизоде «Коллекционер». Он играет в покер с Халком, Красным Халком и Женщиной-Халк. Затем он и другие были захвачены Коллекционером и впоследствии освобождены Человеком-пауком и агентами У.Д.А.Р.а. В эпизоде «Больше никаких монстров» Фантастическая четвёрка помогает агентам У.Д.А.Р.а в сражении с триббититами.
- Существо появляется в мультсериале «Мстители, общий сбор!» 2013 года, в эпизоде «Выход Халка», где его вновь озвучил Боут[99]. Выясняется, что Существо и Халк играют в боулинг на Янси-стрит.

### Кино

#### Невышедший фильм Роджера Кормана
В невыпущенном фильме «Фантастическая четвёрка» Бена Гримма сыграл Майкл Бэйли Смит, а Существо — Карл Киарфалио. Он представлен как одногруппник и лучший друг Рида Ричардса. Вместе с ним, его возлюбленной Сьюзан Шторм и её младшим братом Джонни Штормом, Бен Гримм отправляется в космическую экспедицию с целью изучения пролетающей над Землёй кометы. Пролетая мимо кометы, команда подверглась воздействию исходящих из неё лучей, поскольку незадолго до полёта Ювелир подменил отвечающий за безопасность шатла алмаз. Совершив аварийную посадку на Земле, экипаж приобрёл удивительные способности. Бен изменился сильнее остальных, превратившись в чудовище, чьё тело покрыло каменное вещество. Затем команду захватывают люди, выдающие себя за морских пехотинцев, которые доставляют Четвёрку к латверианскому монарху, известному как Доктор Дум. Они сбегают и отправляются в Здание Бакстера, где пытаются изучить природы их способностей. Бен стыдится своего внешнего вида и уходит, после чего присоединяется к бездомным и попадает в логово Ювелира. Ювелир приказывает своим приспешникам похитить слепую художницу Алисию Мастерс, намереваясь жениться на ней и преподнести украденный бриллиант в качестве своего свадебного подарка. Тем не менее, во время столкновения с Думом, тот похищает алмаз и берёт Алисию в заложники. Когда Бенгрозится уничтожить Дума, Алисия просит его остановиться и признаётся в любви, тем самым возвращая Гримму его человеческий облик и тот выбегает на улицы города. Разочарованный своей беспомощностью, он возвращается к облику Существа. Вернувшись к своим друзьям, Бен узнаёт от Рида, что Дум на самом деле является его другом Виктором, который якобы погиб во время эксперимента в колледже. В дальнейшем команда, получившая названием Фантастическая четвёрка, срывает козни Доктора Дума и Бен, наконец, официально знакомится с Алисией. Некоторое время спустя после этих событий, Рид и Сьюзан женятся и, вместе с Джонни и Беном, решают посвятить свои жизни борьбе с преступностью.

#### Фильмы 20th Century Fox
- Майкл Чиклис сыграл Бена Гримма в фильме «Фантастическая четвёрка» 2005 года[102]. Он отправляется в космическую экспедицию вместе со своим лучшим другом Ридом Ричардсом, их старой знакомой Сьюзан Шторм, её младшим братом Джонни Штормом и спонсирующим вылет Виктором фон Думом, в качестве второго пилота корабля. Бен оказывается в открытом в космосе в тот момент, когда космические лучи поражают всех членов экипажа. Вернувшись на Землю, он в скором времени превращается превращается в каменное чудовище. Его невеста Дебби, не в силах свыкнуться с внешним видом Бена, расторгает их помолвку. Бен отправляется на Бруклинский мост, где при попытке спасти самоубийцу ненароком провоцирует дтп. Подоспевшие Рид, Сью и Джонни помогают ему спасти гражданских, в результате чего общественность нарекает четырёх храбрецов Фантастической четвёркой. Рид обещает Бену сделать всё возможное, чтобы вернуть его в прежнее состояние, однако Бен, замечая, что тот проводит своё время со Сью, приходит в ярость, посчитав, что тот нарушил своё слово. Он знакомится со слепой женщиной по имени Алисия, которая начинает испытывать к нему симпатию из-за его доброго сердца. Затем к нему обращается Виктор, пообещав избавить его суперспособностей за счёт добычи энергии для устройства Рида. Бен возвращается в прежнее состояние, однако, понимая, что фон Дум намерен уничтожить всю Четвёрку, вновь подвергается воздействию лучей и превращается в Существо. Он помогает своим товарищем в победе над Думом и принимает своё текущее состояние, обретя в лице Алисии родственную душу.
- Чиклис повторил роль Существа в картине «Фантастическая четвёрка: Вторжение Серебряного сёрфера» 2007 года[102]. Когда свадьбу Рида и Сью прерывает появившийся Серебряный Сёрфер, Джонни, после столкновения с ним, обретает возможность обмениваться способностями со своими товарищами. Таким образом, Бен ненадолго становится прежним, передав каменную форму Джонни. В дальнейшем, военные привлекают к захвату Серебряного Сёрфера исцелившегося Виктора фон Дума. Объединив усилия, они, в конечном итоге, разлучает Сёрфера с его доской, источником силы. Дум вновь предаёт команду и крадёт доску, однако Человек-факел вбирает в себя силы всей команды и сам останавливает Доктора Дума, в то время как Бен, управляя строительным краном, отбрасывает неподвижное тело Виктора в реку. По прошествии этих событий, Рид и Сью женятся в Японии. Во время церемонии Фантастическая четвёрка получает сообщение о беспорядках в Венеции и незамедлительно отправляется на спасательную миссию.
- В фильме-перезапуске «Фантастическая четвёрка» 2015 года, Бена Гримма сыграл Джейми Белл[103]. Он рос в неблагополучной семье и подвергался насилию со стороны старшего брата. В какой-то момент Бен подружился со своим одноклассником Ридом Ричардсом, который вознамерился построить телепортирующее устройство, заручившись поддержкой Гримма. Во время школьной научной выставки, их проект привлёк внимание доктора Франклина Шторма, руководителя Фонда Бокстера, который предложил Риду присоединиться к другим талантливым учёным. Бен отказался последовать за Ридом, посчитав себя неподходящим для подобной работы. Некоторое время спустя, Рид приглашает Бена присоединиться к нему, Джонни Шторму и Виктору фон Думу и отправиться в другое измерение, поскольку именно с Гриммом они начали разработку телепорта. Они попадают в альтернативную реальность, известную как Планета 0, по возвращении из которой Бен превращается в уродливое каменное создание. Вместе с Джонни Штормом, Сьюзан Шторм, которая оказалась в радиусе действия телепорта, он становится подопытным правительства США, которое затем использует Гримма как живое оружие для проведения военных операций. Год спустя, военные обнаруживают Рида и Бен приводит его в Здание Бакстера, чтобы тот помог активировать Квантовые врата. Вернувшийся с Планеты 0 Виктор заявляет о своём намерении уничтожить Землю, однако Рид, Сью, Джонни и Бен прибегают к командной работе, чтобы остановить Дума. Вернувшись, они решают работать вместе и отстаивают свою независимость у правительства. Ко всему прочему, Рид придумывает название для их группы.
- По первоначальной задумке Тима Миллера, Существо из фильма 2015 года должен был появиться в кульминации картины «Дэдпул 2» и сразиться с Джаггернаутом. Несмотря на то, что студия одобрила идею Миллера, после того, как тот покинул проект, роль Существа отошла Колоссу[104].

#### Кинематографическая вселенная Marvel
В фильме «Фантастическая четвёрка: Первые шаги» (2025), являющегося частью Кинематографической вселенной Marvel, роль Существа исполнил Эбон Мосс-Бакрак.

### Видеоигры
- Существо дебютировал в видеоиграх в 1984 году, в приключенческой игре Скотта Адамса Questprobe: Featuring Human Torch and the Thing, выпущенной для Apple II, Atari 8-bit, Commodore 64, DOS, Acorn Electron и ZX Spectrum[106].
- Существо является одним из игровых персонажей в Fantastic Four 1997 года для PlayStation.
- Бен играет эпизодическую роль в Spider-Man: The Animated Series 1995 года для Sega Mega Drive и Super Nintendo. По достижении определённого уровня игры, Существо может быть вызван в качестве персонажа-поддержки.
- Злой двойник Существа появляется в качестве одного из антагонистов игры Marvel Super Heroes: War of the Gems 1996 года для Super Nintendo Entertainment System.
- Майкл Чиклис озвучил своего героя в Fantastic Four 2005 года, в то время как Таташор озвучил «классическую» версию.
- Существо фигурирует в игре Fantastic Four: Flame On 2005 года.
- Существо, озвученный Марком Гиббоном, является игровым персонажем в Marvel Nemesis: Rise of the Imperfects 2006 года[99].
- Существо является играбельным персонажем в Marvel: Ultimate Alliance 2006 года, озвученный Греггом Бергером[99]. Доступны его классический, Ultimate, современный, а также оригинальный костюмы. У него есть специальные диалоги с Носорогом, Человеком-факелом, Карнаком, Чёрным Громом, Локджо, Кристалл, Уату и Вижном.
- Джоуи Камен озвучил Существо в Fantastic Four: Rise of the Silver Surfer 2007 года[99].
- Таташор вновь озвучил Бена Гримма в Marvel: Ultimate Alliance 2 2009 года[99]. Как и в комиксах, Существо пытается оставаться нейтральным в отношении Закона о регистрации сверхлюдей, становясь недоступным во втором акте игры, когда закон вступает в силу, однако он вновь становится играбельным в миссии, в которой тюремный конвой со свехлюдьми движется через Нью-Йорк. Если игрок выступает против регистрации, Существо соглашается помочь ему, будучи свидетелем того, как сторона, выступающая за регистрацию, использует суперзлодеев, контролируемых нанитами, в качестве агентов. Если игрок выступает за регистрацию, он встает на их сторону после того, как члены Белой Звезды подвергают опасности мирных жителей, пытаясь подавить команду.
- Существо появился в трёх виртуальных пинболах серии Pinball FX 2, где его озвучил Зак Хэнкс[99]. Первой была Fantastic Four[107], а остальными — World War Hulk и Fear Itself.
- Боут вновь озвучил Существо в играх «Marvel Super Hero Squad» и «Marvel Super Hero Squad Online»[99].
- Существо доступен в рамках DLC для игры Little Big Planet[108].
- Существо, озвученный, Дэвидом Боутом[99], — играбельный персонаж в MMORPG Marvel Heroes 2013 года. Тем не менее, по юридическим причинам он и другие члены Фантастической четвёрки были удалены из игры в 2017 году[109].
- Боут вновь озвучил Существо в игре LEGO Marvel Super Heroes 2013 года[99]. Во время одной из бонусных миссий он помогает Человеку-пауку в сражении с Ящером в Зоопарке Центрального парка.
- Существо является играбельным персонажем в Marvel: Contest of Champions для платформ iOS и Android[110].
- Существо является играбельным персонажем в Marvel: Future Fight для платформ iOS и Android[110].
- Существо является играбельным персонажем в Marvel Puzzle Quest[110].
- Боут вновь озвучил Бена Гримма в игре Marvel Ultimate Alliance 3: The Black Order, в DLC Shadow of Doom[99].
- Существо появляется как игровой персонаж в MOBA-игре Marvel Super War 2019 года.
- Существо упоминается в игре Marvel’s Midnight Suns (2022)[111].
- Существо анонсирован игровым персонажем игры Marvel Rivals (2024) для платформ Windows, PlayStation 5 и Xbox Series X/S

## В массовой культуре
- Существо появлялся в Робоцыпе в эпизоде «Monstourage», его озвучивал Майкл Чиклис.
- В мультсериале «Ох, уж эти детки!» представлена пародия на персонажа, в эпизоде «Mega Diaper Babies». Главные герои — маленькие дети, насмотревшись мультсериала о подвигах Фантастической четвёрки, воображают себя супергероями. Один из мальчиков превращается в Скунса, пародируя дурацкую внешность Гримма в сравнении с остальными членами Четвёрки.
- В мультсериале «Симпсоны» в выпуске на Хеллоуин номер XIV есть сцена, когда семья Симпсонов превращается в членов «Фантастической четвёрки». Гомер Симпсон становится подобием Существа.
- В одном из эпизодов мультсериала «Братья Вентура» появляется команда мутантов, один из которых — Нэд, является пародией на существо. Впрочем, в отличие от Гримма, Нэд не обладает никакими суперсилами, а только ужасной внешностью.
- В кинофильме «Бешеные псы» мистер Оранжевый (роль исполнил Тим Рот) говорит, что Джо Кэбот (его играет Лоренс Тирни) «выглядит так же, как Существо».
- В песне «X» американского рэпера Xzibit'а, есть строчка «Я твёрд как Бенджамин Гримм».
- В мультсериале «Люди в чёрном» агент Кей, попробовав инопланетный соус, временно получил способности Бенджамина Гримма.

## Критика и отзывы
В мае 2011 года, Существо занял 18-е место в списке «100 лучших героев комиксов» по версии IGN. В 2012 году IGN поместил его на 23-е место среди «50 лучших Мстителей». В 2008 году Empire назвал его 10-м из «50 величайших героев комиксов».